# جان همیلتون (گنگستر)
جان همیلتون (۱۸۹۹ – آوریل ۳۰، ۱۹۳۴) معروف به رِد (Red) یک مجرم و دزد بانک کانادایی بود که در سالهای آغازینِ قرن بیستم با جان دیلینجر دست به کارهای مجرمانه می‌زد.